# Pietro Casaburi Urries
Pietro Casaburi Urries (Casabùri Urriès) (Napoli, ... – ultimi decenni del XVII secolo) è stato un poeta italiano di estrazione marinista.

## Biografia
Fiorito nell'ultimo quarto del XVII secolo, fu uno tra i poeti più rappresentativi dell'ultimo barocco, insieme con Giuseppe Artale e Giacomo Lubrano. Niccolò Toppi, nella sua Biblioteca Napoletana (1678), lo elogia come «dolcissimo ed ingegnosissimo poeta», ma fornisce alcuna notizia biografica, benché le rime di Pietro, in tre volumi, fossero state stampate in anni a lui vicini (1676 e 1685). Le uniche indicazioni sulla vita del poeta sono quindi quelle che si possono ricavare dalle sue rime.
Di famiglia patrizia e almeno in parte - come attesta il cognome - oriunda spagnola, era figlio di Fulvio e di una Margarita Urries, ai quali sono dedicati alcuni versi delle Sirene (1676 e con aggiunte 1685); in essi l'autore si rivolge ai genitori al presente, che a quell'altezza cronologica  dovevano dunque essere ancora in vita. Pietro ricorda anche due fratelli, Lorenzo, altro apprezzato poeta, e Michele, capitano al servizio del viceré spagnolo. Il nonno materno era Pietro Urries, autore di opere latine e Auditor Generale delle milizie nel Regno di Napoli. Uno zio era il teologo e poeta marinista Gasparo De Simeonibus, vescovo di Campagna prima di Juan Caramuel y Lobkowitz. Pietro era quindi di famiglia cospicua. I riferimenti alle personalità dell'epoca, benché copiosi, non consentono in alcun modo di fissare, nemmeno presuntivamente, il decennio della nascita. Si può solo supporre, in base alla prefazione alle Sirene redatta da Antonio Muscettola, che nel 1676 il poeta fosse ancora piuttosto giovane.
Per quanto riguarda le frequentazioni in ambito letterario, alcuni esegeti moderni (per es. Domenico Chiodo) ravvisano il principale punto di riferimento di Pietro Caraburi Urries in Giuseppe Battista, benché tra i numerosi destinatari delle esternazioni encomiastiche di Pietro egli non venga mai menzionato in modo esplicito. I nomi dei personaggi espressamente elogiati (Antonio Muscettola, Baldassarre Pisani, Federico Meninni, Giacomo Lubrano, Daniello Bartoli) accostano Pietro all'accademia napoletana degli Oziosi, alla quale non risulta tuttavia affiliato.
Antonio Muscettola, nella sua prefazione alle Sirene, informa che accanto ai componimenti in versi Pietro aveva in animo di
Di tali prose non esiste traccia (sul loro conto tacciono anche i repertori antichi), e ciò induce il fondato sospetto che non siano mai state date alle stampe e siano eventualmente circolate solo in forma manoscritta. Va peraltro ricordato che intorno al 1670 il gusto barocco, di Pietro Casaburi Urries è uno dei rappresentanti più estremi, era ormai avviato a un irrimediabile declino.
Tra le altre personalità con le quali consta che Pietro Casaburi Urries abbia intrattenuto rapporti vanno ricordati il già citato Juan Caramuel y Lobkowitz, al quale il poeta indirizza un'interessante ed erudita lettera sulle metafore posta a mo' di prefazione nelle Saette di Cupido (1685), e Matteo Vitale, che riproduce una propria lettera a Pietro e la risposta del destinatario in limine ai propri Fiori istorici morali, una compilazione del 1674 (si tratta dunque del più antico  testo a stampa di Pietro a noi noto).
Il Toppi fornisce un elenco di contemporanei che celebrarono il "vivace ingegno" di Pietro. Vi compaiono, fra gli altri, monsignor Caramuel, Antonio Muscettola, Federico Meninni, Angelico Aprosio, Baldassarre Pisani, Tommaso Gaudiosi, Giuseppe Domenichi, Matteo Vitale e il padre gesuita Antonio Manfredi.

## Opere
Se si escludono prose annunciate dal Muscettola e assai probabilmente mai stampate e la citata lettera a Matteo Vitale, l'opera di Pietro Casaburi Urries è circoscritta alle due raccolte di versi già ricordate: Le Sirene, di cui furono stampate le prime tre parti nel 1676 e la quarta e ultima nel 1685, e Le saette di Cupido, stampate nel 1685 e introdotte da una Lettera del signor don Pietro Casaburi a Monsignor Caramuele, nella quale si tratta della metafora. 
La lettera al Caramuel raccoglie molti esempi di ardite metafore attinte alla tradizione letteraria italiana (a partire da Dante e Petrarca), quasi che l'autore si proponga di conferire alle stravaganze del marinismo una patente di legittimità, elevando il pirotecnico linguaggio metaforico che caratterizza la maniera barocca a prassi identificabile tout court con l'arte poetica. Questa impostazione, che sembra distinguere Pietro dal grosso della scuola marinista, può dirsi organica alla sua concezione della poesia, relativamente lontana dall'idea di una studiata, se non provocatoria, ricerca dell'arguzia e della novità.
Dalle rime encomiastiche, raramente all'altezza dei componimenti svincolati dall'occasione, si può evincere l'appartenenza a quella sorta di "secondo marinismo meridionale" che si produsse per impluso del Caramuel quando questi fu vescovo a Campagna (1657-1673). Rilevante è peraltro la vicinanza di Pietro all'ambiente dei Gesuiti (che in quegli anni esprimeva personalità letterarie del calibro di Giacomo Lubrano e Daniello Bartoli), anche se, a eccezione di qualche sporadico esercizio su temi sacri, la voce di Pietro trova il suo terreno d'elezione in soggetti che si riallacciano al primo marinismo (temi amorosi e mitologico-pastorali, con una marcata attenzione al mondo naturale). Si può anzi dire che nell'opera poetica di Pietro l'attenzione riservata ai temi morali da poeti tardobarocchi quali Giuseppe Battista, Giacomo Lubrano e Giuseppe Artale sia quasi del tutto assente.
Particolarmente efficaci, tra i versi di Pietro Casaburi Urries, si possono considerare le odi tetrastiche, lunghi componimenti di endecasillabi organizzati in quartine secondo lo schema ABBA ecc. Si vedano ad esempio I gemiti di Enone abbandonata da Paride, nelle Saette di Cupido, o il Lamento di Pan innamorato, nelle Sirene, ambedue oscillanti tra il monologo teatrale (con preciso richiamo al lamento di ascendenza melodrammatica) e l'idillio barocco.
Se per la tecnica salda e matura Pietro può ritenersi pienamente organico alla sua temperie, per la musicalità incantatoria, per la sospensione stuporosa e per il senso favoloso della natura si può forse considerare l'ultimo esponente di una sensibilità, squisitamente napoletana, che si riconduce al Marino e a figure come Girolamo Fontanella, e che trova i suoi cospicui antefatti nella produzione lirica di Luigi Tansillo e dello stesso Torquato Tasso.

## Un testo esemplificativo
Se de' tuoi lumi i lucidi levanti
copre di fosca notte ombra letea,
ben la notte in un cielo errar dovea,
s'un cielo di bellezza esser ti vanti.
Forse hai bendati i lumi tuoi stellanti
perché sembri di Cipro a noi la dea,
ché cieca rassembrar dee Citerea,
se d'esser madre a cieco nume ha vanti.
O chiudi gli occhi tu, perché l'ardore
de' duo soli d'Amor ch'ivi hai rinchiusi
non dilegui le nevi ond'armi il core.

O d'andabìti eroi serbando gli usi
guerriera superbissima d'Amore,
movi guerra agli amanti ad occhi chiusi.
(Pietro Casaburi Urries, A bella donna cieca)

### Edizioni antiche
Copia di lettera responsiva scritta al signor Matteo Vitale dal signor don Pietro Casaburi Urries, in Matteo Vitale, Fiori istorici morali scelti dal signor Matteo Vitale di Stefano divisi in tre libri, Napoli, Novello de' Bonis, 1671.
Le Sirene, poesie liriche del signor don Pietro Casaburi Urries ("Concerti primo, secondo e terzo"), Napoli, per Novello de Bonis, 1676.
Le saette di Cupido. Elegie amorose del signor don Pietro Casaburi Urries, Napoli, Giovan Francesco Paci, 1685. Precedute da una Lettera del signor don Pietro Casaburi a monsignor Caramuele, nella quale si tratta della metafora.
Delle Sirene. Poesie liriche del signor don Pietro Casaburi Urries ("Concerto quarto"). In Napoli, Giovan Francesco Paci, 1685.

### Edizioni moderne
Pietro Casaburi Urries, Le sirene, a cura di Domenico Chiodo, Torino 1996.